# Tikəbənd
Tikəbənd è un comune dell'Azerbaigian situato nel distretto di Lerik. Conta una popolazione di 1 056 abitanti.